# 布賴特巴赫河 (美因河支流)
49°40′8″N 10°8′31″E / 49.66889°N 10.14194°E

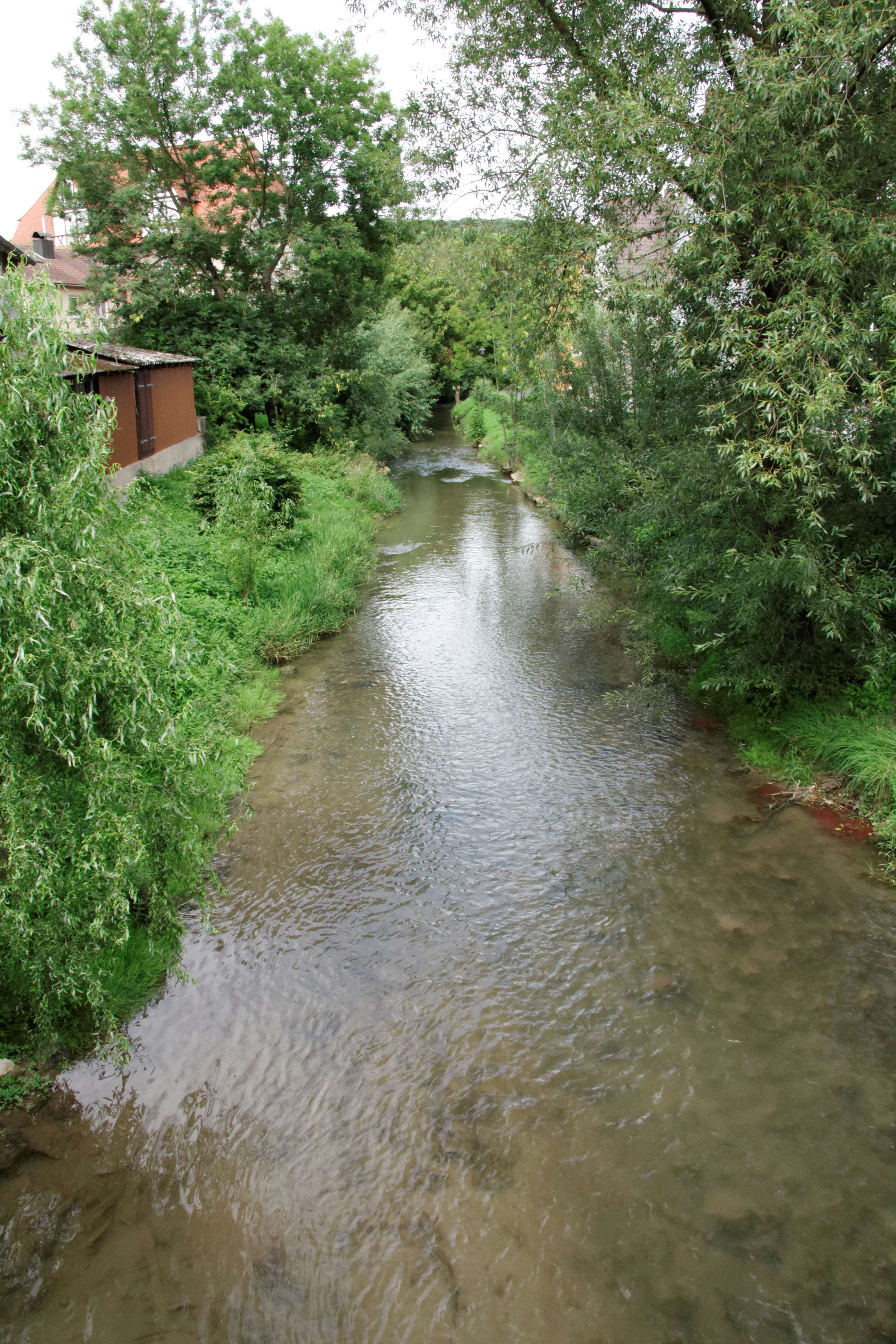

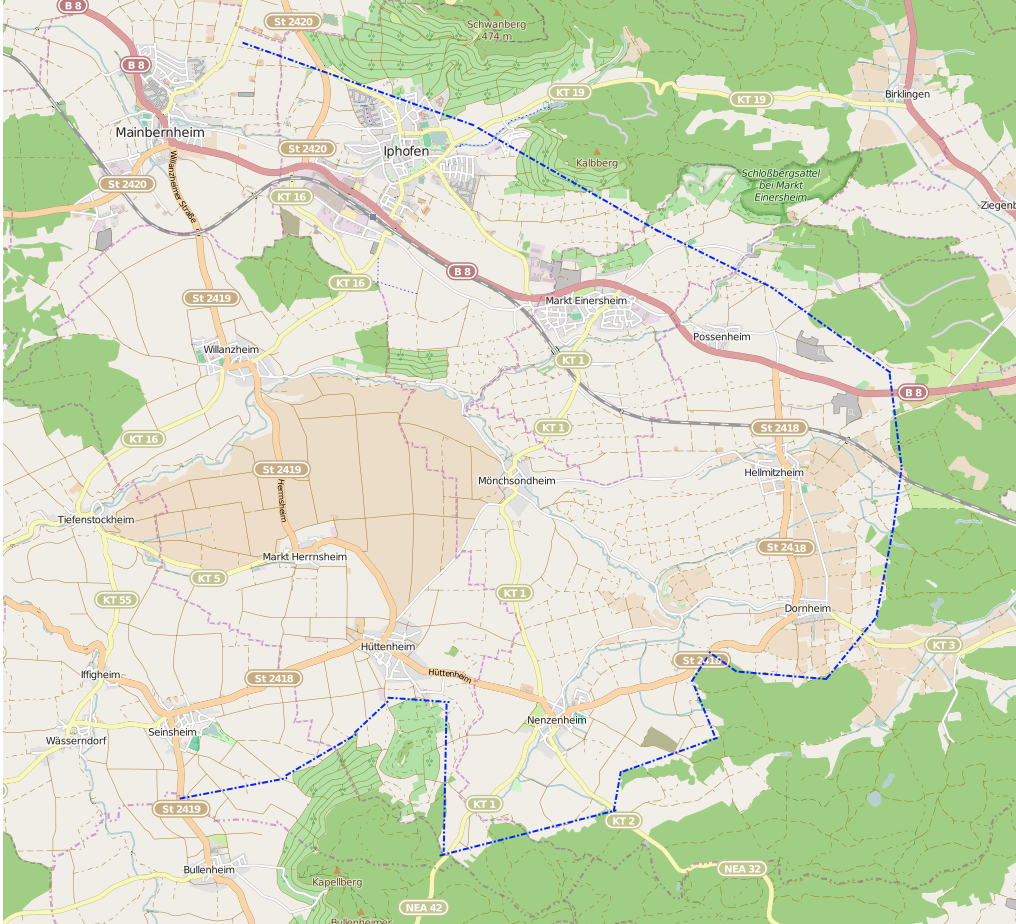

布賴特巴赫河（德語：Breitbach），是德國的河流，位於該國東南部，由巴伐利亞負責管轄，屬於美因河的左支流，河道全長21公里，流域面積158平方公里。